# 塞奥佐罗斯·采利季斯
塞奥佐罗斯·采利季斯（希臘語：Θεόδωρος Τσελίδης，1996年8月5日—），希腊男子柔道运动员，2018年欧洲柔道锦标赛男子90公斤级铜牌得主、2022年欧洲柔道锦标赛男子90公斤级铜牌得主、2024年夏季奥林匹克运动会男子90公斤级铜牌得主。